# Svojtina
Svojtina je naselje u općini Tuzla, Federacija BiH, BiH.

## Zemljopis
Nalazi se u središnjem dijelu sliva rijeke Soline, na pretežno brdskom terenu, nadmorske visine od 350 – 500 m. Zbog brdsko-planinske naravi ovog područja, usklađeno se njime oblikovao se prostorni razmještaj, veličini i razvitak svih naselja ovog kraja. Svojtina je površine 2,49 km2.

## Ime
Naziv potječe vjerojatno od slavenizirane latinske riječi sui.

## Povijest
Nema pisanih izvora o nastanku Svojtine. Sudeći po nekropoli stećaka u selu, kraj je bio naseljen i u srednjem vijeku. U srednjem vijeku u 16. stoljeću Svojtina se spominje kao naselje. Iskonske gospodarske djelatnosti seljana su poljoprivreda i eksploatacija kamena za vlastite potrebe (gradnja kuća) i prodaju. Vadili su ga na Majdanu.
Kuće su izgrađene na iskrčenim brežuljcima, kosama i dolinskim stranama i dosta su udaljene između sebe. Očigledno je da su predci današnjih stanovnika krčili šume radi naseljavanja, odnosno sela su podignuta na krčevinama. Selo je građeno kao "razbijeno naselje". U Drenoviku, Josipovićima i uz granicu ka Koscima su manje skupine objekata, te nešto brojnije kuće u Kamenjašima. Kuće su prije gradili na višim, a u novije vrijeme kuće i ostali objekti grade u nižim predjelima.
U Svojtini su proteklih nekoliko desetljeća bili teški uvjeti života, te je stanovništvo iseljavalo, naročito iz zaselka Kamenjaša. Iseljeni stanovnici naselili su se bliže, u Solinu, tj. u naselje Mala Solina. 1992. – 1995. godine i poslije Svojtina je osobito ostala bez stanovnika, naročito mladih. Preostalo je 15-ak obitelji.
Zbog svog zemljopisnog položaja neko je vrijeme pripadala MZ Solina, pa MZ Grabovica a sad je dio MZ Dokanj. Nova crkva u Solini je crkva i za stanovnike Svojtine.

## Promet i infrastruktura
Geoprometno Svojtina je periferna. 1977. godine napravljen je uski makadamski put kojim se promet i danas odvija. Nekad se promet odvijao putom koji je vodio zapadnim rubom naselja (po tzv. Majdanu). Nedostatno izgrađeni putevi, nedostatno izgrađena elektroopskrbna i vodovodna mreža bili su veliki problem stanovnicima i tek nedavno je nešto izgrađeno.

## Kultura
Svojtina pripada samostanskoj župi sv. Petra i Pavla u Tuzli. U Svojtini se nalazi kapelica i katoličko groblje.

## Gospodarstvo
U prošlosti su poljoprivreda i vađanje kamena bile glavne gospodarske djelatnosti. Danas se mještani bave ratarstvom, stočarstvom i voćarstvom.

## Stanovništvo
| Svojtina           |       |       |       |       |
| godina popisa      | 1991. | 1981. | 1971. | 1961. |
| Hrvati             | 158   | 263   | 296   | 274   |
| Srbi               |       | 2     |       | 3     |
| Muslimani          |       |       |       |       |
| Jugoslaveni        | 14    | 2     |       |       |
| ostali i nepoznato | 17    |       |       |       |
| ukupno             | 189   | 267   | 296   | 277   |

## Usporedi
- Svojat kod Živinica

## Galerija
- Šarampov, Pejića brdo - Pejići, Svojtina
- Svojtina, zima 2017.
- Svojtina, zima 2017.
- Svojtina, Kosci
- Kuća u Svojtini, rano proljeće 2015.
- Kuća u Svojtini, rano proljeće 2015.
- Kuća u Svojtini, rano proljeće 2015.
- Ograda, kuće i puteljak u Svojtini, rano proljeće 2015.
- Puteljak kroz Svojtinu, rano proljeće 2015.
- Puteljak u Svojtini, rano proljeće 2015.
- Kuće u Svojtini, rano proljeće 2015.
- Kuća u Svojtini, rano proljeće 2015.
- Panorama u Svojtini, rano proljeće 2015.